# Splitski evanđelistar
Splitski evanđelistar (lat. Evangeliarium Spalatense) je najstarija sačuvana rukopisna knjiga (kodeks) u Hrvatskoj. Čuva se u Riznici splitske katedrale, a datira se u 8. – 9. stoljeće. Neka novija mišljenja zalažu se za raniji nastanak koji smještaju u 6. – 7. stoljeće, a kao mjesto nastanka navode grad Salonu.
Najstariji je pergamentni kodeks. Pisan je u Splitu, po kome se evanđelistar i zove. Pisma kojima je pisan su rimska kurziva, karolina, gotica. Većinom je napisan na latinskom, uz iznimku početka Evanđelja po Ivanu koji je autor napisao na grčkom jeziku latinskim pismom. Čitao se na Božić.

## Sadržaj i uporaba
Sastoji se od 309 pergamentnih folija, složenih u kvaternione kojih je u početku bilo i do 43, ali nisu svi sačuvani. Tekst je pisan u dva stupca na stranici. Pisana je poluuncijalom, a naslovi uncijalom. Sadrži četiri evanđelja (po Mateju, Marku, Luki i Ivanu), a koristio se kao liturgijska knjiga iz koje se svečano čitalo i pjevalo nedjeljom i većim blagdanom. Na praznim stranicama kasnije su dopisani još neki djelomični tekstovi Novog zavjeta koji su se prigodno čitali tijekom liturgijske godine.
Po srednjovjekovnoj legendi, napisao ga je svojom rukom i apostolskim slovima sv. Dujam, koji je umro mučeničkom smrću u progonu kršćana za vladavine cara Dioklecijana.
Moguće je da je Splitski evanđelistar služio i za polaganje prisege prigodom krunidbe kralja Zvonimira 1076. u Solinu, a vrlo vjerojatno i prigodom prisega drugih hrvatskih vladara prije i poslije Zvonimira.